# 和歌山県道202号古井西の地線
和歌山県道202号古井西の地線（わかやまけんどう202ごう ふるいにしのじせん）は、和歌山県日高郡印南町を通る一般県道である。

## 概要
日高郡印南町大字古井から日高郡印南町大字西ノ地に至る。
切目川に沿って整備。河口、下流部では1車線の区間が続くが、中山間部に近づくにつれて2車線の走りやすい道路になっている。切目川沿いに農地や集落が展開しているため、生活道路として地元住民が利用している。
また、この道の途中に小学校・中学校の前を通るため、通学路として地元の小学生・中学生が利用している。
この道は龍神方面へのルートにもなっているが、切目地区の道路が狭隘（1車線）なためにバイパスとして使用しにくく、ほとんどは国道424号や国道425号を利用している。なお、日高郡印南町宮ノ前からは国道424号に抜ける広域農道『黒潮フルーツライン』にもつながっているが、道案内はされていない。

### 路線データ
- 起点：和歌山県日高郡印南町大字古井（和歌山県道30号田辺印南線交点）
- 終点：和歌山県日高郡印南町大字西ノ地（切目大橋北詰交差点、国道42号交点、和歌山県道197号滝切目停車場線上）
- 実延長：7.609 km

## 路線状況

### 重複区間
- 和歌山県道197号滝切目停車場線（日高郡印南町大字宮ノ前）
- 和歌山県道197号滝切目停車場線（日高郡印南町大字西ノ地 - 日高郡印南町大字西ノ地・切目大橋北詰交差点（終点））

## 地理

### 通過する自治体
- 日高郡印南町

### 交差する道路
| 交差する道路                                        | 交差する場所 | 交差する場所              |
| --------------------------------------------------- | ------------ | ------------------------- |
| 和歌山県道30号田辺印南線                            | 大字古井     | 起点                      |
| 和歌山県道197号滝切目停車場線 重複区間起点          | 大字宮ノ前   |                           |
| 和歌山県道197号滝切目停車場線 重複区間終点          | 大字宮ノ前   |                           |
| 黒潮フルーツライン                                  | 大字宮ノ前   |                           |
| 和歌山県道197号滝切目停車場線 重複区間起点          | 大字西ノ地   |                           |
| 国道42号 和歌山県道197号滝切目停車場線 重複区間終点 | 大字西ノ地   | 切目大橋北詰交差点 / 終点 |

### 交差する鉄道
- 紀勢本線

### 沿線
- 古井郵便局
- 印南町立清流中学校
- 印南町立清流小学校
- 印南町立切目中学校
- 切目川
- 切目郵便局
- 太平洋